# Dan Dockstader
Dan Dockstader (* 13. Februar 1958 in Idaho Falls, Idaho) ist ein US-amerikanischer Politiker der Republikanischen Partei, der von 2007 bis 2009 Mitglied im Repräsentantenhaus von Wyoming war und seit 2009 Mitglied im Senat von Wyoming ist. Er war ferner zwischen 2021 und 2023 Präsident des Senats.

## Leben
Dan Dockstader, der Angehöriger der Mormonen ist, absolvierte nach dem Schulbesuch ein grundständiges Studium an der Brigham Young University (BYU) in Utah, welches er mit einem Bachelor of Arts (B.A.) beendete. Er war als Herausgeber und Radiomoderator tätig und fungierte als Mitglied des Gemeinderates von Afton sowie als Mitglied des Messeausschusses von Lincoln County. Daneben engagierte er sich dort als Mitglied der Handelskammer, des Kunstrates, des Rotary Clubs sowie der Historischen Gesellschaft.
Am 3. Januar 2007 wurde er für die Republikanische Partei Mitglied im Repräsentantenhaus von Wyoming und vertrat dort bis zum 5. Januar 2009 den Wahlkreis „House District 16“. Im Anschluss wurde er am 5. Januar 2009 für die Republikaner als Nachfolger von Pat Aullman Mitglied im Senat von Wyoming und vertritt dort seither „District 16 Lincoln, Teton Counties“. Während seiner Senatszugehörigkeit war er Mitglied verschiedener Senatsausschüsse sowie Gemeinsamer Ausschüsse der Wyoming Legislature, der Legislative des Bundesstaates Wyoming. Als Nachfolger von Drew Perkins war er vom 9. Januar 2019 bis zu seiner Ablösung durch Ogden Driskill am 12. Januar 2021 als Senate Majority Floor Leader und damit als Mehrheitsführer der Fraktion der Republikaner im Staatssenat tätig.
Im Anschluss wurde Dockstader am 12. Januar 2021 wiederum Nachfolger von Drew Perkins und bekleidete bis zu seiner erneuten Ablösung durch Ogden Driskill am 10. Januar 2023 das Amt des Senatspräsidenten. Zugleich war er zwischen 2021 und 2023 Vorsitzender des Verwaltungsrates sowie des Senatsausschusses für Geschäftsordnung und Verfahren und fungierte daraufhin von 2023 bis 2005 als Vorsitzender des Senatsausschusses für Mineralien, Wirtschaft und wirtschaftliche Entwicklung. Aus seiner Ehe mit Kim Dockstader gingen vier Kinder hervor.

## Weblink
- Senator Dan Dockstader. In: Senat von Wyoming. Abgerufen am 22. Januar 2025 (englisch).